# Зеленоборський
Зеленоборський (рос. Зеленоборский) — смт у Кандалакському районі Мурманської області Російської Федерації.
Населення становить 5467 осіб. Належить до муніципального утворення Зеленоборське міське поселення .

## Населення
| 1959  | 1970    | 1979    | 1989  | 2002  | 2009  | 2010  |
| ----- | ------- | ------- | ----- | ----- | ----- | ----- |
| 9000  | ↗10 224 | ↘10 122 | ↘9643 | ↘7640 | ↘6795 | ↘6560 |
| 2011  | 2012    | 2013    | 2014  | 2015  | 2016  | 2017  |
| ↘6521 | ↘6339   | ↘6189   | ↘6034 | ↘5939 | ↘5846 | ↘5747 |
| 2018  | 2019    |         |       |       |       |       |
| ↘5575 | ↘5467   |         |       |       |       |       |